# Thelenella larbalestieri
Thelenella larbalestieri är en lavart som först beskrevs av A. L. Sm., och fick sitt nu gällande namn av Coppins & Fryday. Thelenella larbalestieri ingår i släktet Thelenella och familjen Thelenellaceae.   Inga underarter finns listade i Catalogue of Life.